# Mária Németh
Mária Németh (ur. 13 marca 1897 lub 1899 w Körmend, zm. 28 grudnia 1967 w Wiedniu) – węgierska śpiewaczka operowa, sopran.

## Życiorys
Studiowała w Budapeszcie u Georga Anthesa i Gézy Laszló, w Mediolanie u Gianniny Russ, w Neapolu u Fernando De Lucii oraz w Wiedniu u Felicji Kaszowskiej. Zadebiutowała w Budapeszcie w 1923 roku rolą Sulamit w operze Die Königin von Saba Karla Goldmarka. W latach 1924–1942 śpiewała w Operze Wiedeńskiej. Gościnnie występowała w Dreźnie (1927–1928), Mediolanie (1930), Londynie (1931), Paryżu, Rzymie, Berlinie, Budapeszcie (1934–1935) oraz na festiwalu w Salzburgu (1926–1927 i 1929–1930).
Wykonywała partie m.in. Królowej Nocy w Czarodziejskim flecie i Donny Anny w Don Giovannim W.A. Mozarta, Aidy w Aidzie Giuseppe Verdiego oraz Toski w Tosce Giacomo Pucciniego. Dokonała nagrań płytowych da wytwórni Polydor i HMV.